# Ángel (álbum)
Ángel es el cuarto álbum de estudio del dúo colombiano Cali & El Dandee.
El álbum se caracteriza por el estilo urbano de los hermanos Alejandro y Mauricio Rengifo, donde hay una variedad de ritmos entre reguetón y pop, con elementos suaves de balada. El 24 de febrero de 2022, se presentó el álbum junto a su sencillo «Ella».
De este álbum, se desprenden algunas canciones como: «Como ayer», «Amor» y «Soltera» entre otros. En este álbum, están incluida las participación de Omar Montes.

## Lista de canciones
| N.º | Título                      | Duración |  |
| 1.  | «Ella»                      | 3:07     |  |
| 2.  | «Tu saco»                   | 2:39     |  |
| 3.  | «07/21»                     | 3:12     |  |
| 4.  | «Amor»                      | 2:51     |  |
| 5.  | «En pausa»                  | 2:47     |  |
| 6.  | «Me voy»                    | 2:23     |  |
| 7.  | «Máquina del tiempo»        | 2:33     |  |
| 8.  | «La vi llorar yo»           | 3:03     |  |
| 9.  | «Como ayer»                 | 2:36     |  |
| 10. | «Soltera» (con Omar Montes) | 2:52     |  |